# Gare d'Ivrée
La gare d'Ivrée (en italien, Stazione di Ivrea) est une gare ferroviaire italienne de la ligne de Chivasso à Aoste, située sur le territoire de la ville d'Ivrée, dans la province de Turin en région du Piémont.
Elle est mise en service en 1858 par la Compagnie du chemin de fer Victor-Emmanuel, lors de la mise en service de la totalité de sa ligne de Chivasso à Ivrée.
C'est une gare voyageurs de Rete ferroviaria italiana (RFI) desservie par des trains régionaux (R) Trenitalia.

## Situation ferroviaire
Établie à environ 248 mètres d'altitude, la gare d'Ivrée est située au point kilométrique (PK) 32,431 de la ligne de Chivasso à Aoste (voie unique), entre les gares ouvertes de Strambino et de Borgofranco.
Ivrée marque la fin de la section électrifiée depuis Chivasso et le début de la section non électrifiée jusqu'à Aoste.

## Histoire
La station d'Ivrée est mise en service le 12 novembre 1858 par la Compagnie du chemin de fer Victor-Emmanuel, lorsqu'elle ouvre à l'exploitation la deuxième section de Caluso à Ivrée et la ligne entière de Chivasso à Ivrée, embranchement de celle de Turin à Novare. La station est construite par l'entreprise de Tommaso Brassey et Carlo Henfrey,.
Le premier tronçon d'Ivrée à Donnas de la ligne d'Ivrée à Aoste est mis en service le 19 septembre 1885.

## Service des voyageurs

### Accueil
Gare voyageurs RFI, classée argent, elle dispose d'un bâtiment voyageurs, avec guichets et salle d'attente, ouvert tous les jours. Elle est équipée d'automates pour l'achat de titres de transport.

### Desserte
Ivrée est desservie par des trains régionaux (R) Trenitalia des relations : Turin-Porta-Nuova (ou Novare, ou Chivasso) - Ivrée et  Ivrée - Aoste. Elle est la gare de départ pour les trains diesels qui desservent la vallée d'Aoste.

### Intermodalité
Un parc pour les vélos et un parking pour les véhicules y sont aménagés. Elle est desservie par des bus et des cars.